# Siegfried (Paderborn)
Siegfried (auch Sifried) († 10. Februar 1188) war von 1178/79 bis 1188 Bischof von Paderborn.

## Leben
Er hat nach einigen Angaben drei Rosen im Wappen geführt, was darauf hindeutet, dass er aus der Familie der Grafen von Hallermund stammte. Als Domherr in Paderborn ist er erstmals 1153 nachzuweisen. Als Domherr in Münster taucht er 1155 auf. Dort war er von 1170 bis 1179 Domscholaster. In Paderborn war er seit 1160 Dompropst. Er war auch Propst in Xanten.
Er wurde in einem bereits fortgeschrittenen Alter zum Bischof gewählt. In seine Zeit fallen der Sturz Heinrich des Löwen und die Zerschlagung des alten Stammesherzogtums Sachsen. Siegfried hat sich dabei auf die Seite der Gegner Heinrichs des Löwen gestellt. Papst Lucius III. erteilte dem Nonnenkloster Willebadessen, ohne Siegfried zu informieren, eine Schutzbulle und hat auch weitere bischöfliche Rechte nicht beachtet. Siegfried hat 1184 einen Streit der Klöster Heerse und Gehrden beigelegt. Im Jahr 1185 bestätigte Siegfried die Schenkungen seiner letzten drei Vorgänger an das Kloster Corvey. Allerdings machte er in seiner Urkunde deutlich, dass er Corvey noch immer dem Bistum Paderborn zurechnete.
Begraben ist er im Kloster Hardehausen.